# Masato (imię)
Masato (jap. まさと, マサト) – męskie imię japońskie.

## Znane osoby
- Masato (魔裟斗), właśc. Masato Kobayashi (雅人), japoński kick-boxer wagi średniej
- Masato Hagiwara (聖人), japoński aktor
- Masato Hatanaka (正人), japoński muzyk
- Masato Harada (眞人), japoński reżyser filmowy i aktor
- Masato Ichishiki (まさと), japoński mangaka
- Masato Katō (正人), japoński projektant gier wideo i scenarzysta
- Masato Kurogi (聖仁), japoński piłkarz
- Masato Morishige (真人), japoński piłkarz grający w klubie F.C. Tokyo
- Masato Sakai (雅人), japoński aktor
- Masato Uchishiba(正人), japoński zawodnik w judo
- Masato Yamazaki (雅人), japoński piłkarz
- Masato Yokota (真人), japoński lekkoatleta, średniodystansowiec
- Masato Yoshii (理人), japoński profesjonalny baseballista

## Fikcyjne postacie
- Masato Hijirikawa (真斗), bohater mangi i anime Uta no Prince-sama
- Masato Sanjōin (正人), bohater serii Czarodziejka z Księżyca (gen. Nephrite)
- Masato Wakamatsu (真人), postać z mangi Miyuki
- Masato Yamanobe, postać z mangi Phoenix (Hi no tori)